# Sul (Goiânia)
O Setor Sul é um bairro da cidade de Goiânia.
Segundo dados do Instituto Brasileiro de Geografia e Estatística (IBGE), divulgados pela prefeitura, no Censo 2010 a população do Setor Sul era de 11 296 pessoas.

## História

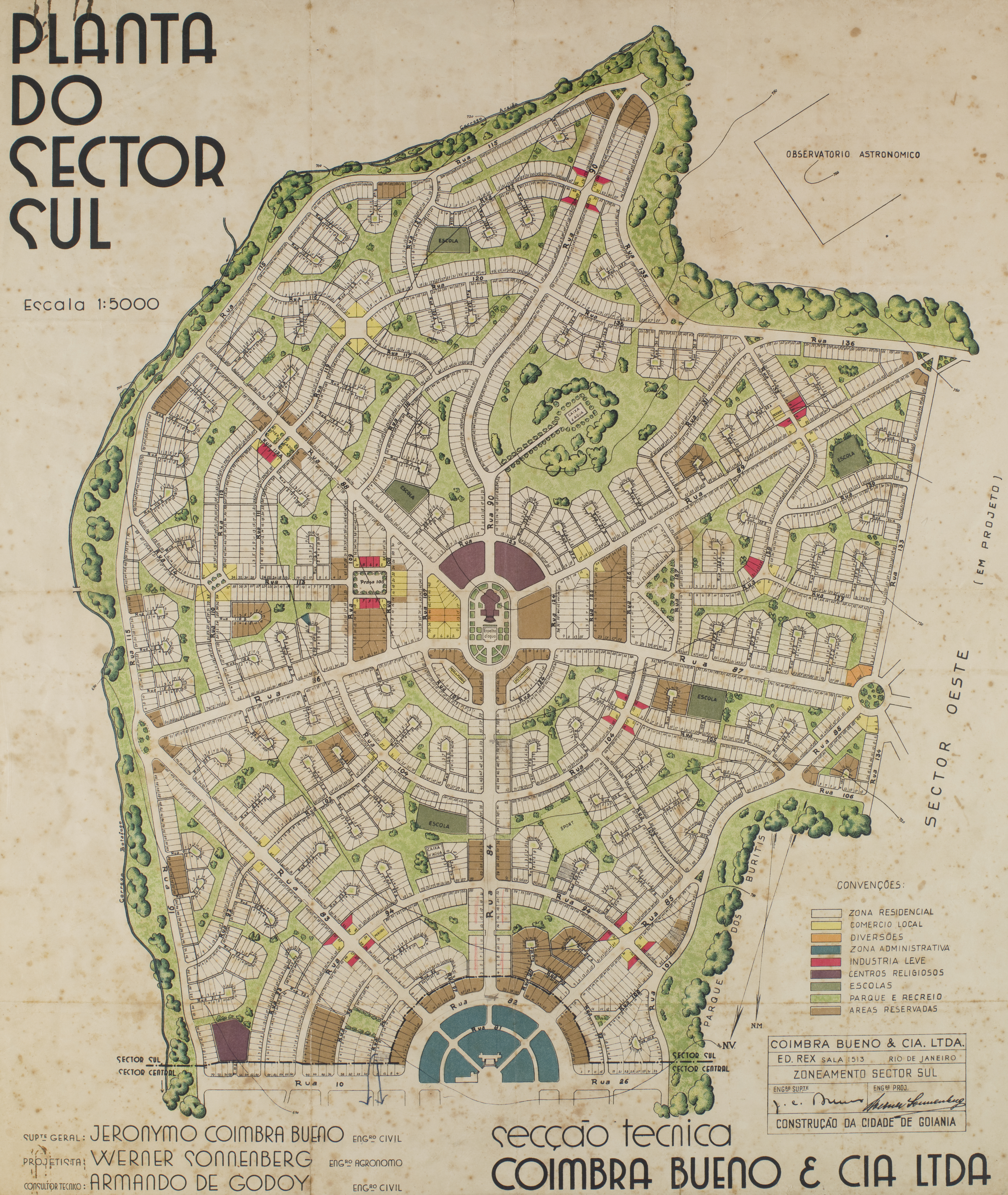
Projeto original do Setor Sul.

Foi projetado por Armando de Godoy, engenheiro formado pela Escola Politécnica do Rio de Janeiro e considerado um dos mais importantes urbanistas brasileiros da primeira metade do século XX. Godoy conferiu ao bairro traços tipicamente residenciais, concebendo-o sob forte inspiração do movimento das cidades-jardim. A sua referência mais direta foi a cidade de Radburn (EUA), projetada por Clarence Stein em 1929.
O projeto do bairro foi aprovado em 1938, mas a princípio previu-se que a sua implementação se faria somente a partir de 1962. Entretanto, o Governo do Estado de Goiás iniciou a venda de lotes no bairro ainda em 1937. Em 1950, pressionado pelos proprietários e pela contínua incidência de invasões na área destinada ao futuro bairro, o Governo liberou a ocupação dos terrenos.
No projeto original, quase todos os lotes possuem duas frentes, abrindo-se tanto para um cul-de-sac quanto para uma área verde. As vias que cortam as áreas verdes foram projetadas para servirem de acesso principal às residências, enquanto que os cul-de-sacs foram concebidos como ruas de serviço. Vias arteriais ligam o Sul ao Centro e aos demais bairros da cidade. No projeto de Godoy, essas vias foram concebidas como um asterisco a partir uma grande praça circular - a atual Praça do Cruzeiro.
Todavia, a antecipação da permissão para construções no bairro anteriormente à conclusão da sua urbanização favoreceu bastante a descaracterização do projeto original. Por ignorarem o projeto, a maior parte dos proprietários dos terrenos terminou por construir as edificações com as frentes voltadas para os cul-de-sacs, e os fundos, para as áreas verdes. A urbanização do bairro dar-se-ia, em ritmo lento, ao longo das décadas de 50 e 60, mas negligenciaria muitos aspectos do projeto, acima de tudo as áreas verdes. Muitas de tais áreas foram legal e ilegalmente apropriadas por donos de lotes adjacentes; outras converteram-se em espaços baldios.
Desde então, houve algumas tentativas de re-urbanização do bairro, a mais notável destas tendo sido o Projeto Cura, patrocinado pelo antigo Banco Nacional da Habitação (BNH). O Projeto Cura foi lançado em 1973, iniciado em 1977, e concluído em 1980 - não tendo contado com massivo apoio da comunidade local. O seu principal resultado foi a urbanização de diversas das áreas verdes do bairro, muitas das quais foram arborizadas, e equipadas com play-grounds, bancos, postes de iluminação e quadras poliesportivas.  Contudo, a despeito dessa e de outras tentativas de re-estruturação, o Setor Sul permanece ainda bastante distante do ideal que orientou a sua concepção.